# بریتیش لیلاند

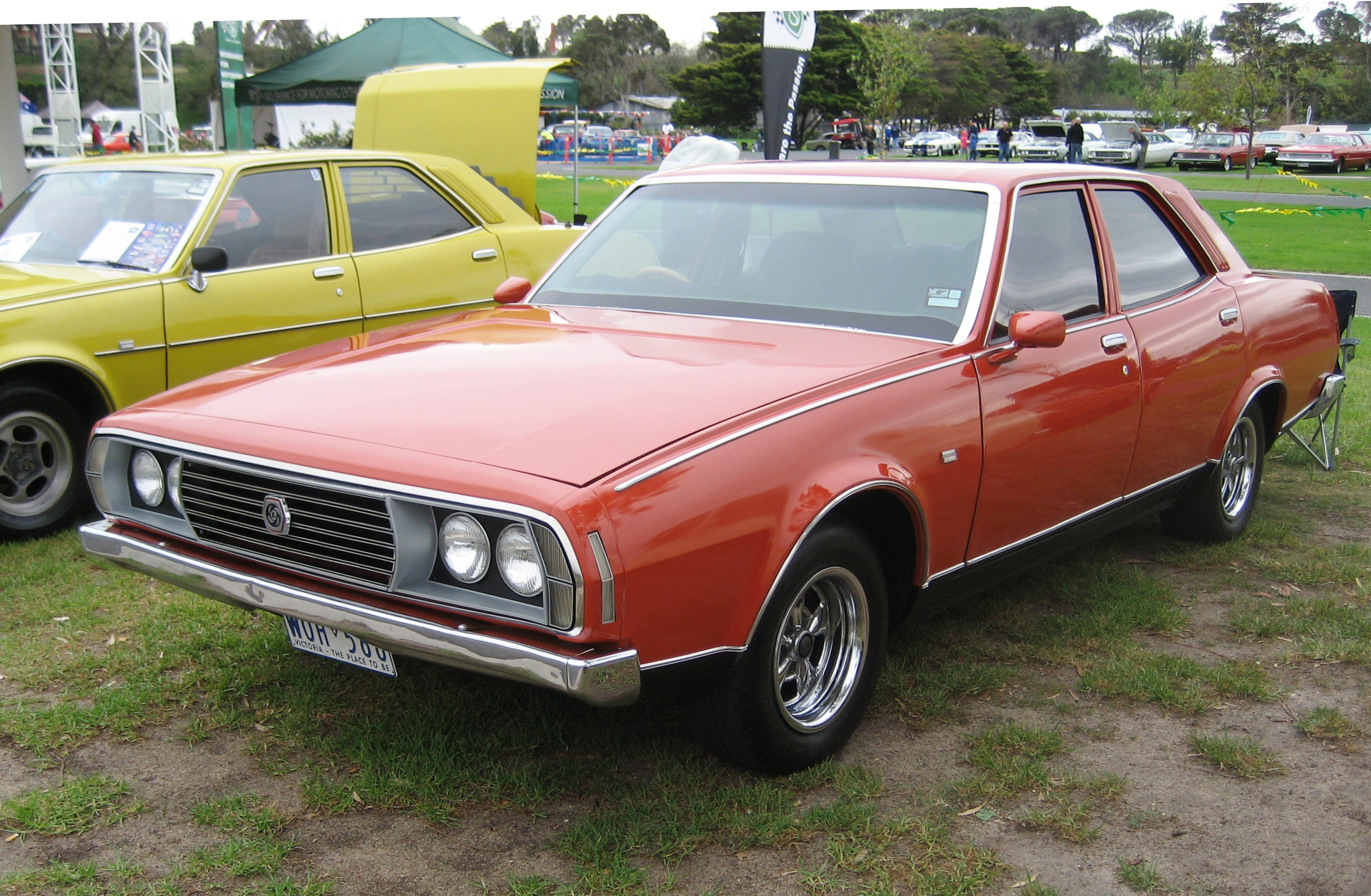
لیلاند پی۷۶ محصول سال ۱۹۷۵ بریتیش لیلاند

بریتیش لیلاند (به انگلیسی: British Leyland) شرکت خودروسازی بریتانیایی بود، که در سال ۱۹۶۸ با نام شرکت بریتیش لیلاند موتور تأسیس شد. این شرکت در پی مشارکت و ادغام ۲ شرکت لیلاند موتورز و بریتیش موتور هلدینگ تشکیل گردید.
بریتیش لیلاند در دهه ۱۹۷۰ میلادی، بیش از ۴۰٪ از بازار فروش اتومبیل بریتانیا را در اختیار داشت و مالک برندهایی چون جگوار، روور، لندرور و مینی بود.
بخشی از این شرکت در فاصله سال‌های ۱۹۷۵ تا ۱۹۷۸ توسط دولت بریتانیا ملی اعلام شد. شرکت بریتیش لیلاند در سال ۱۹۸۶ منحل گردید و به دو شرکت لیلاند داف و گروه روور تفکیک گردید.

## نگارخانه

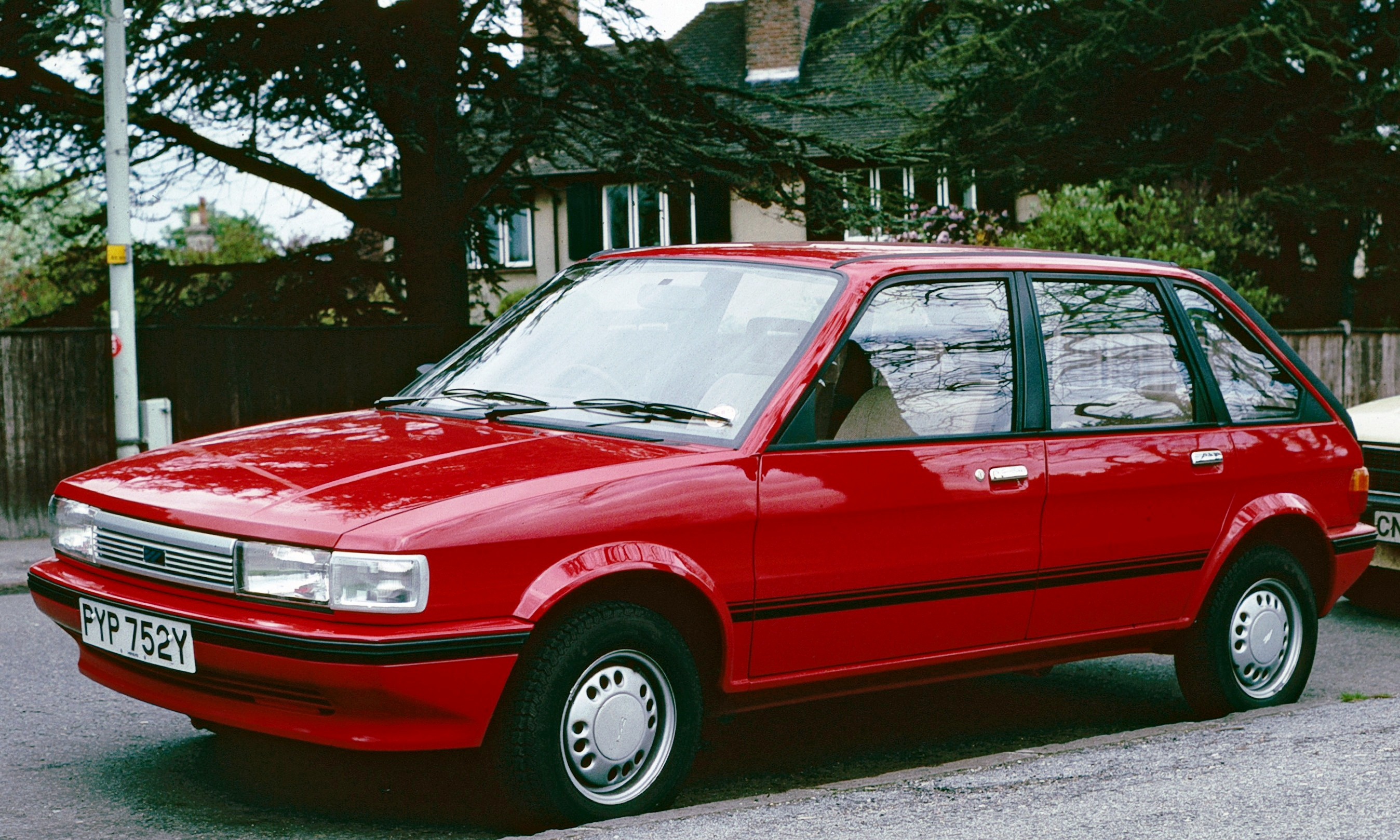
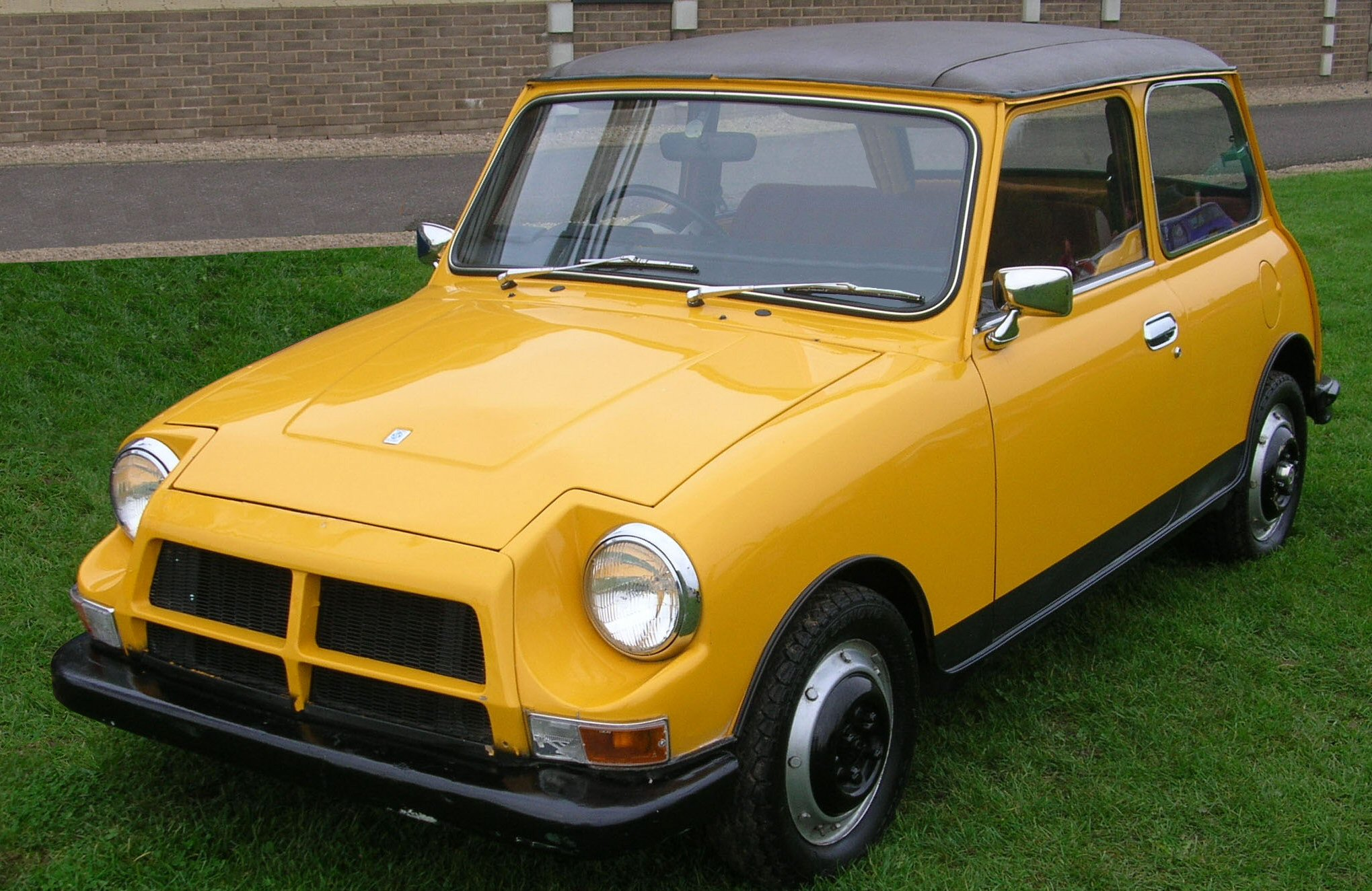
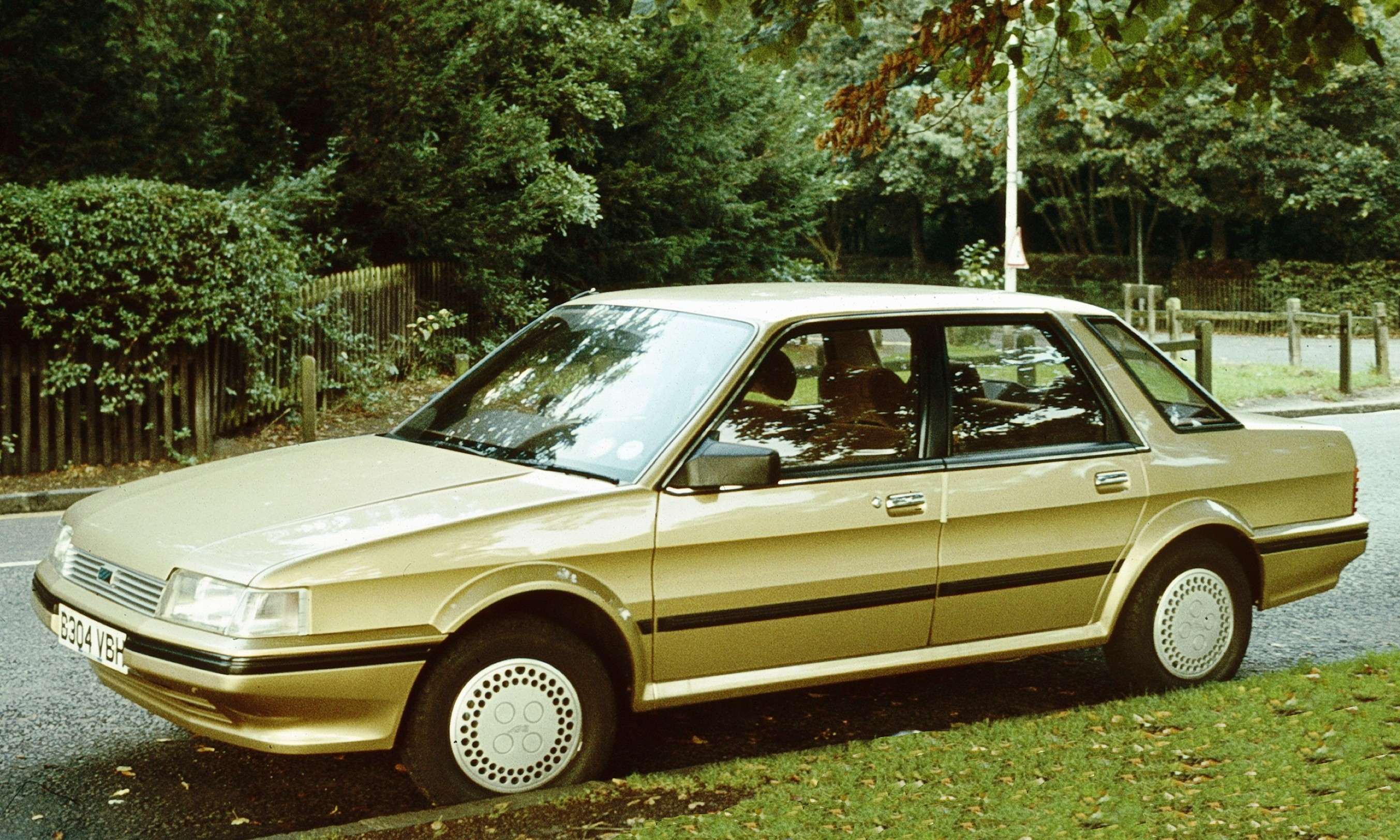
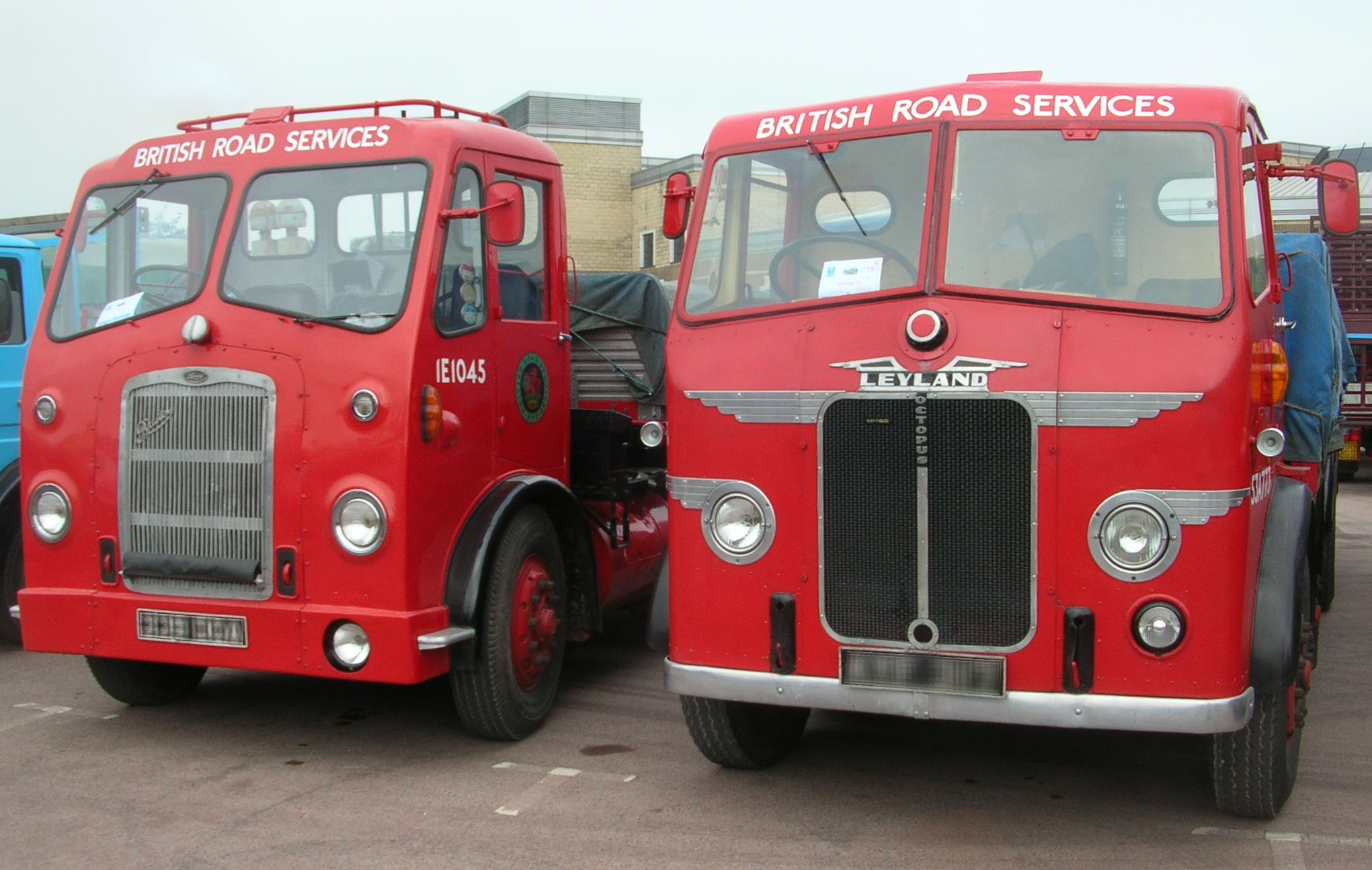
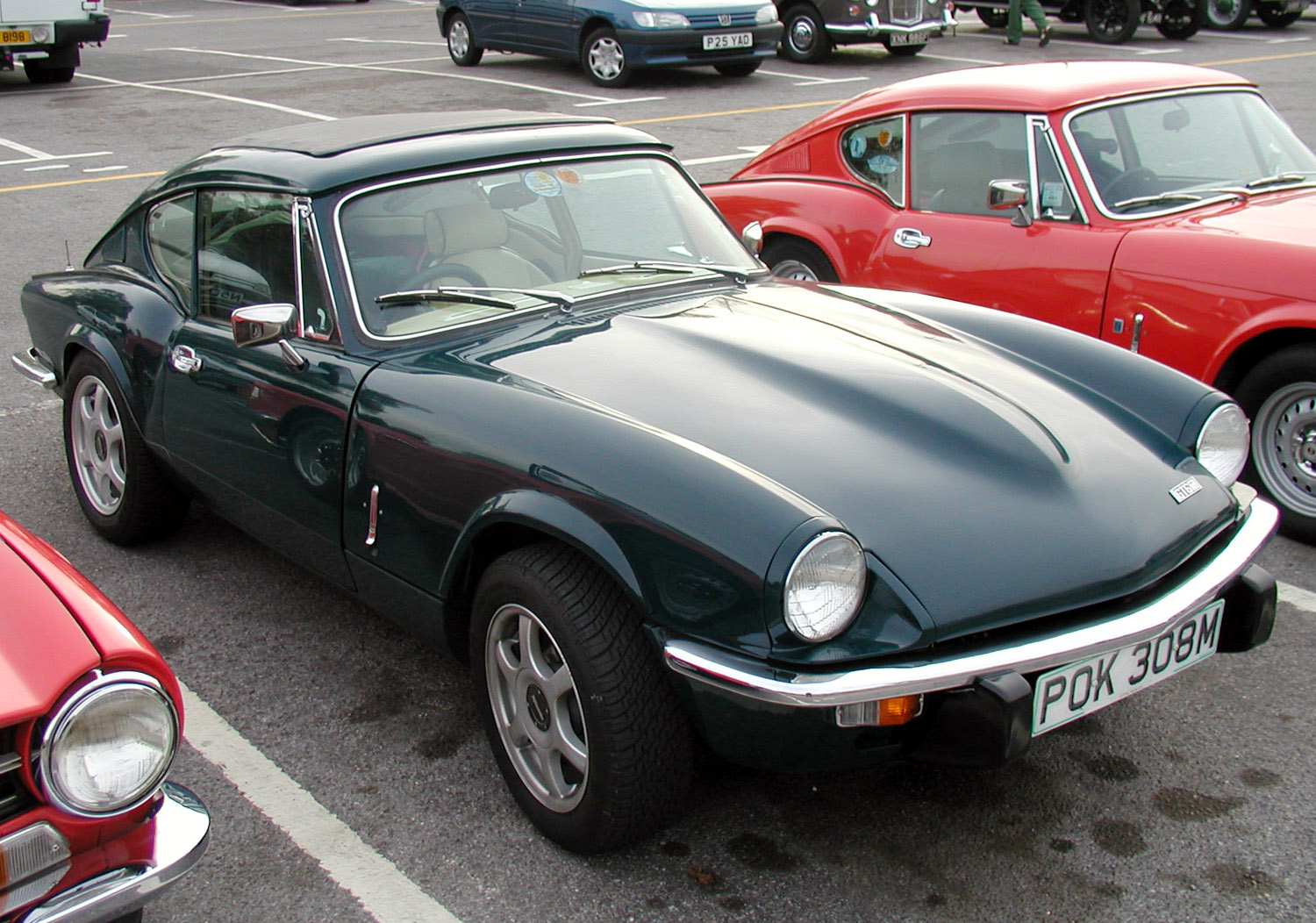
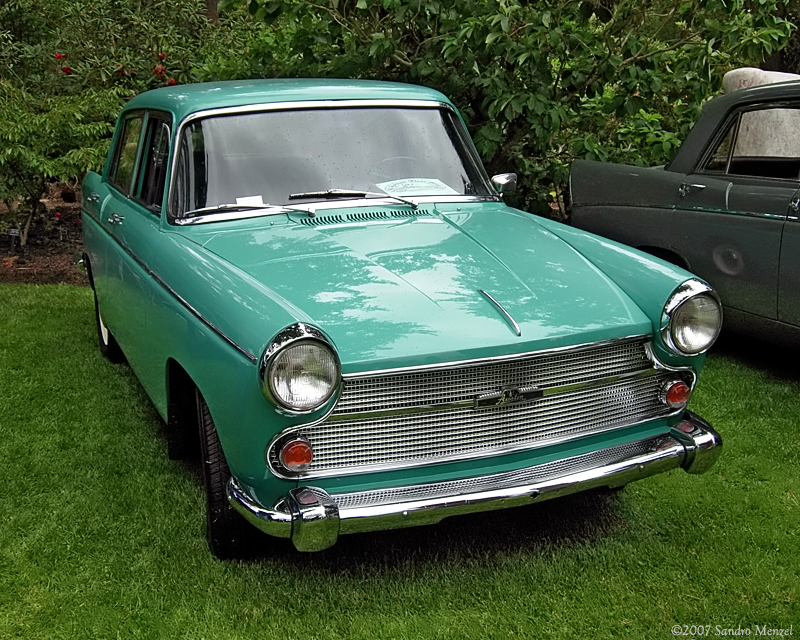
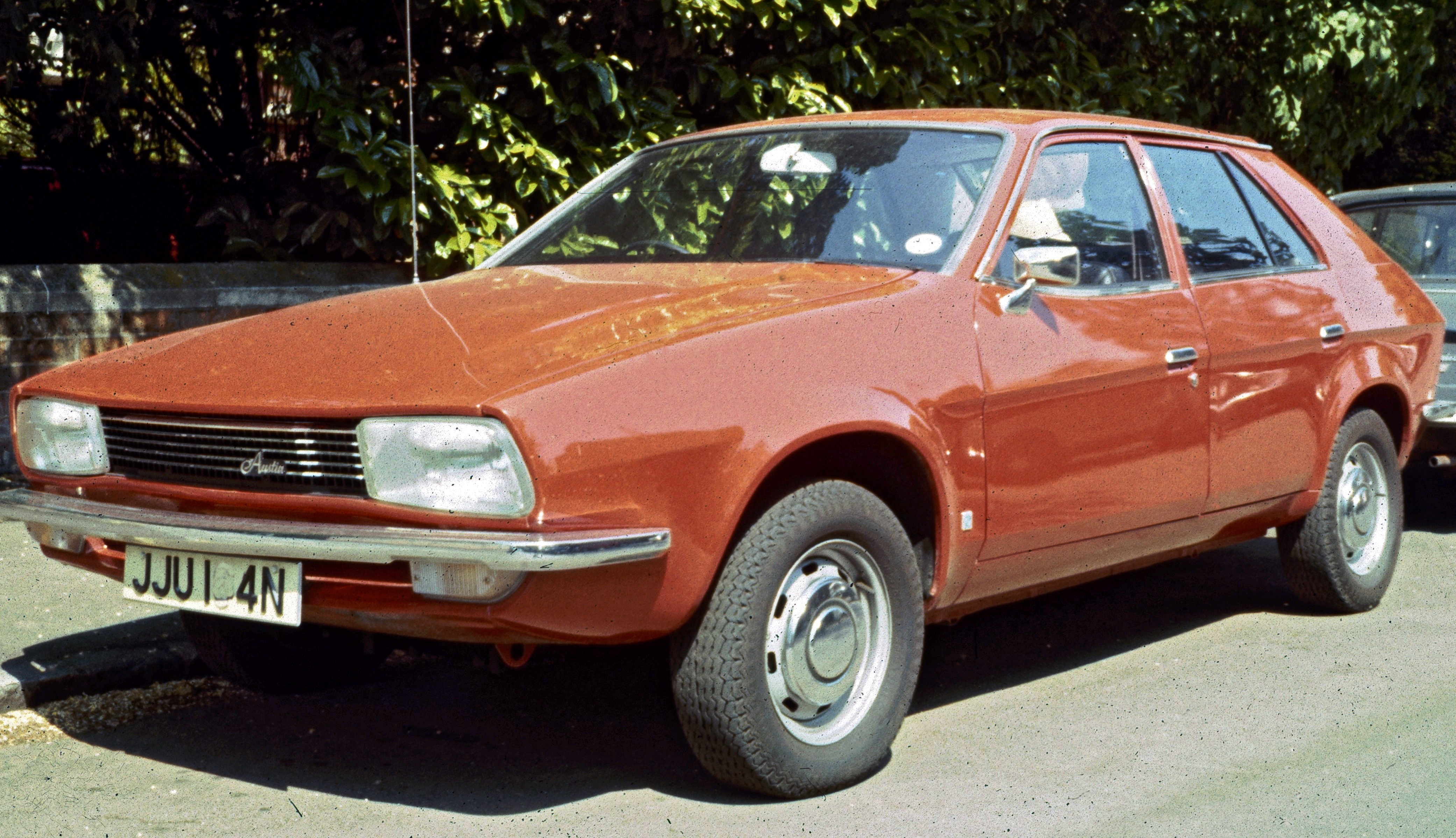
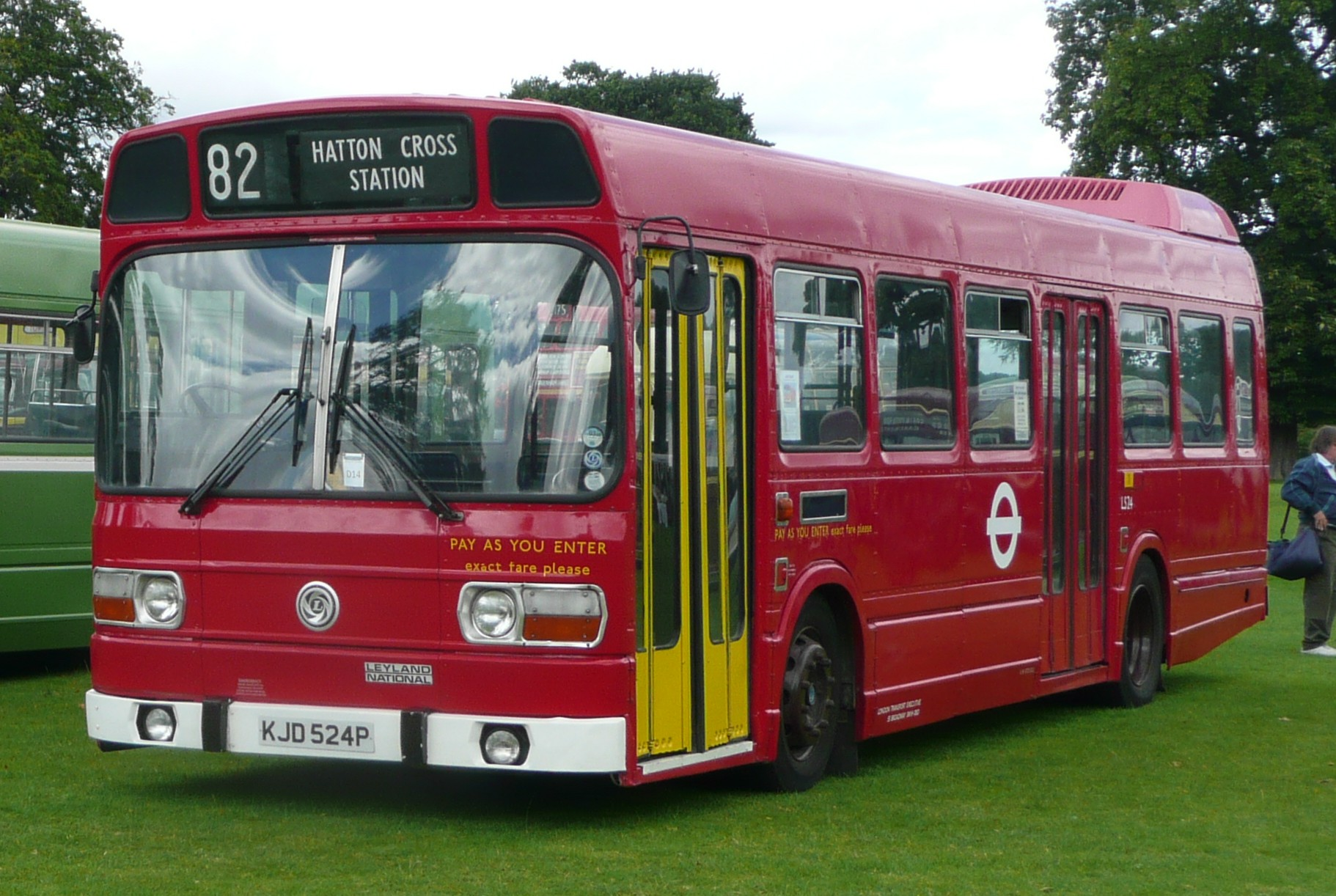
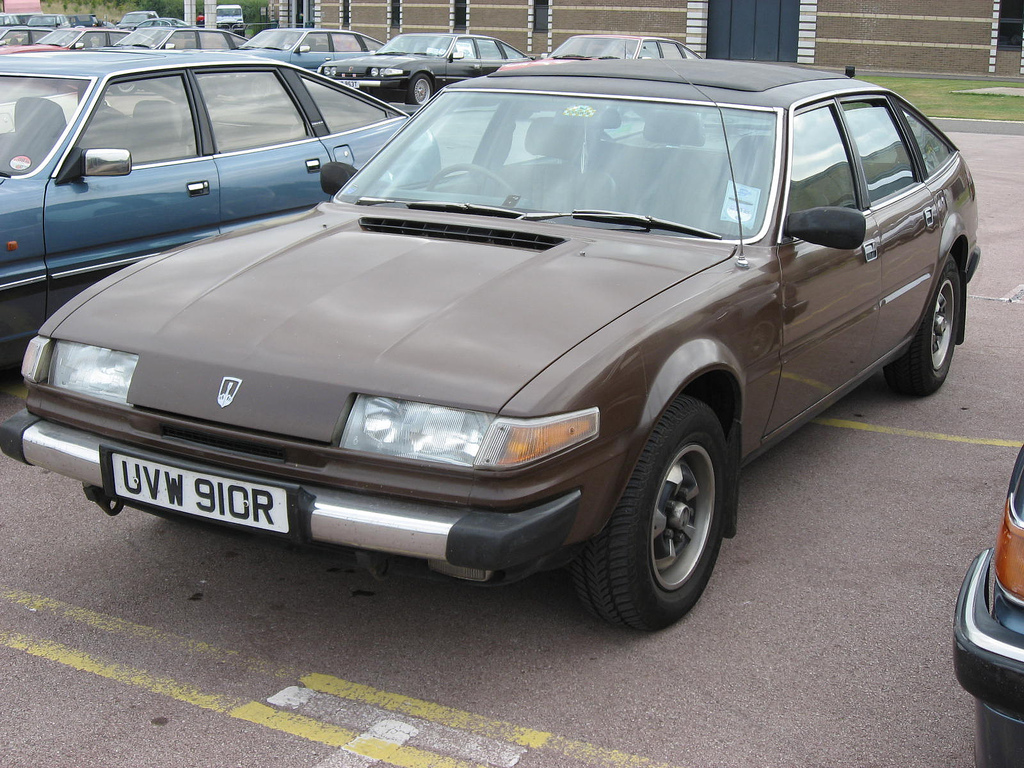
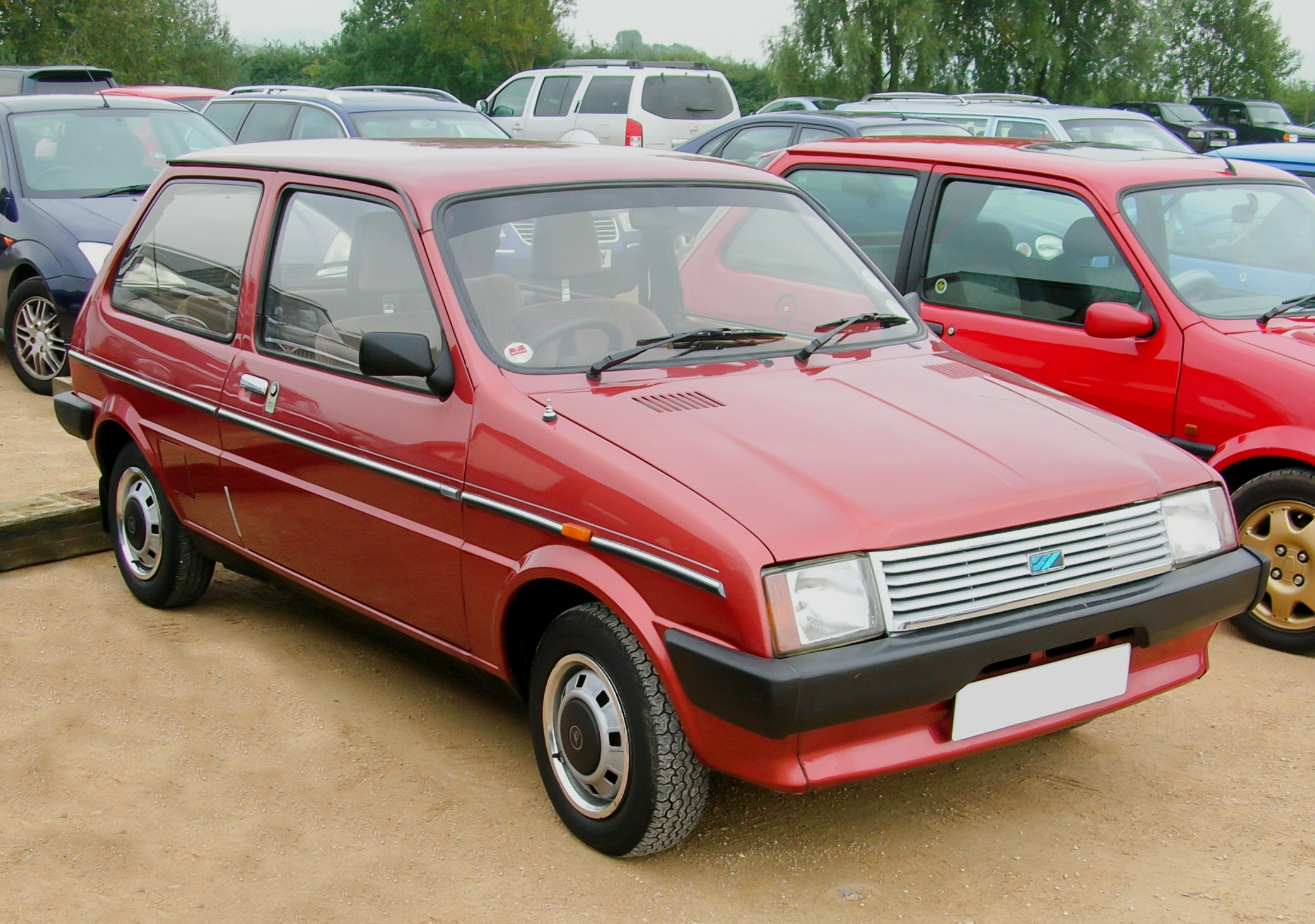
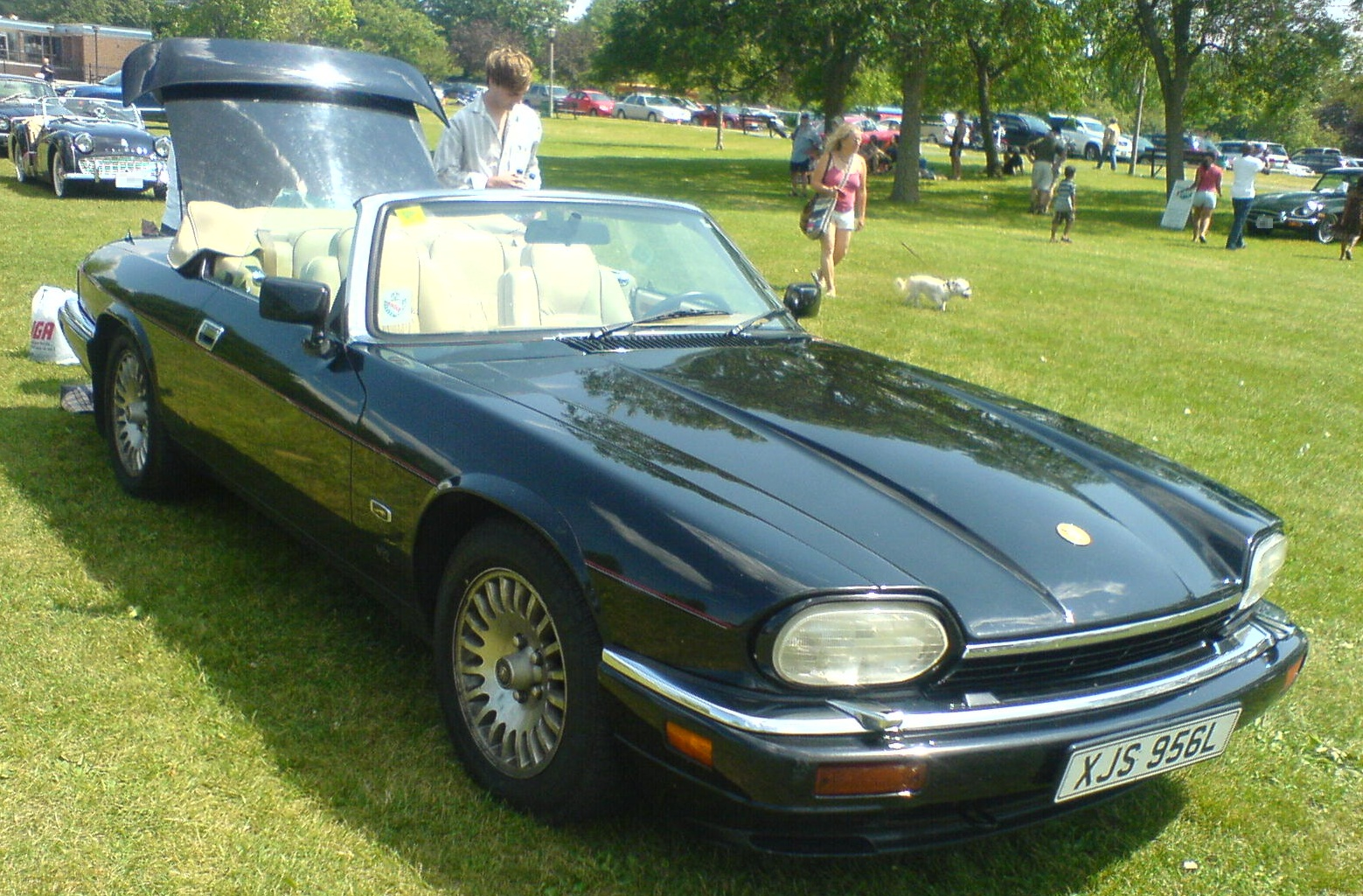
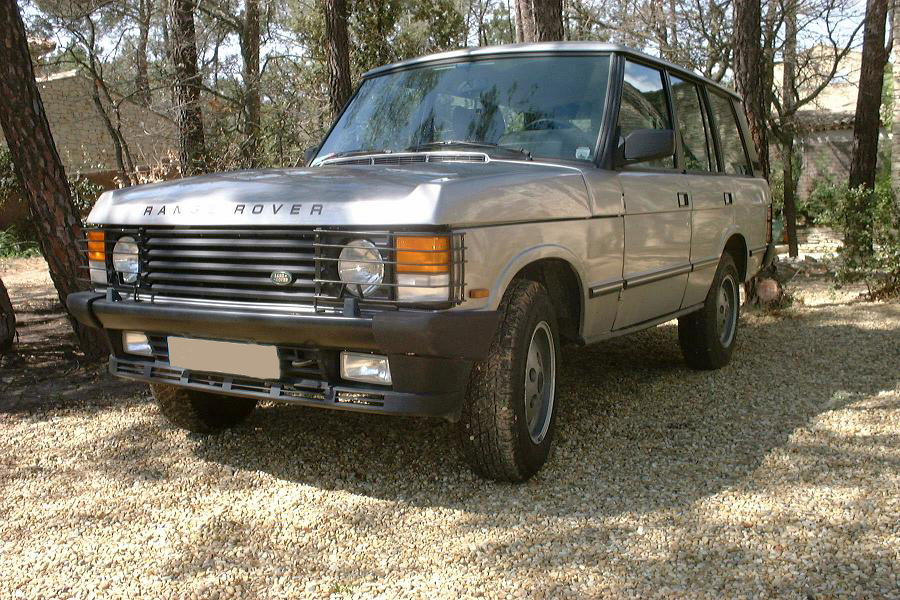
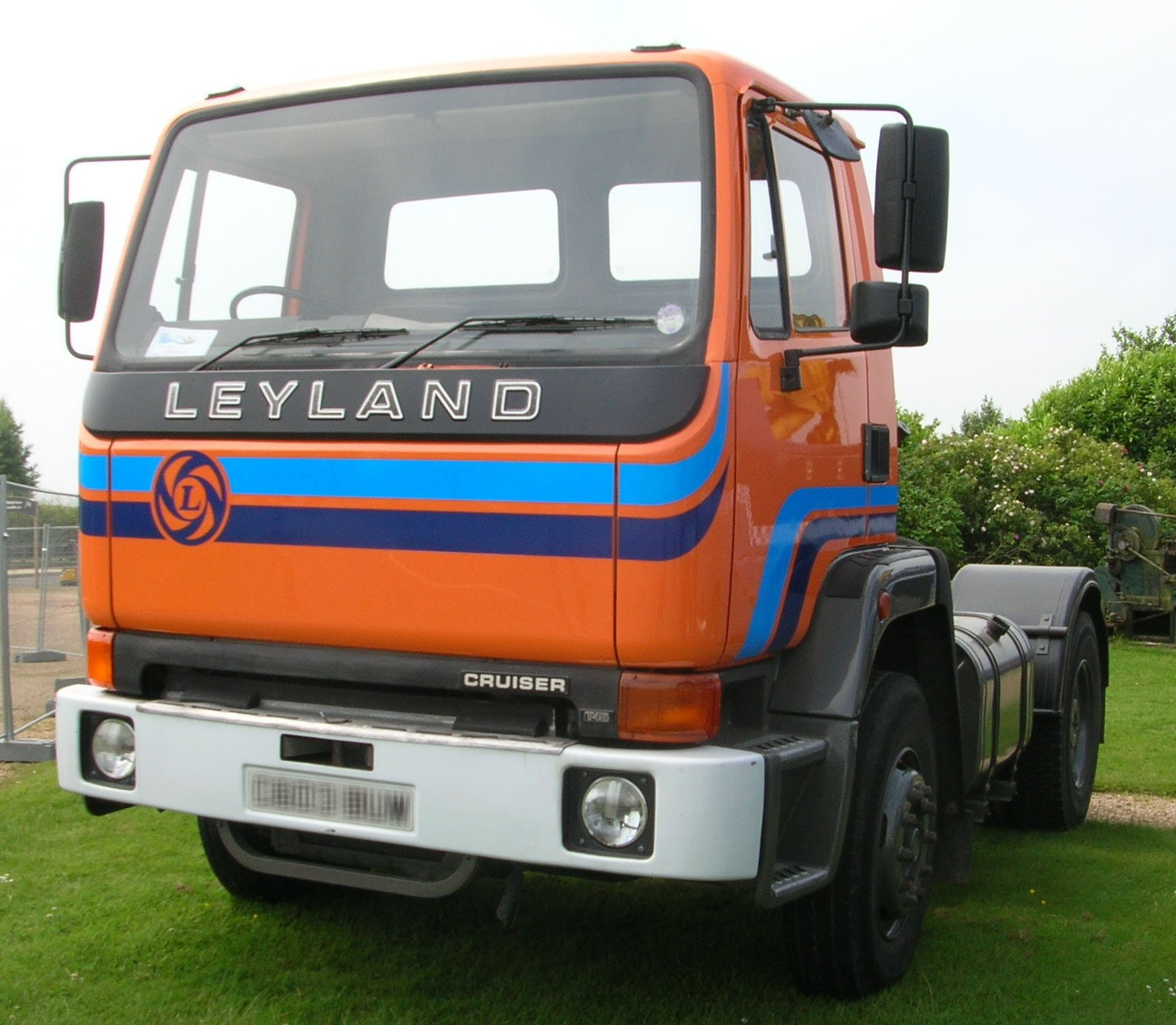
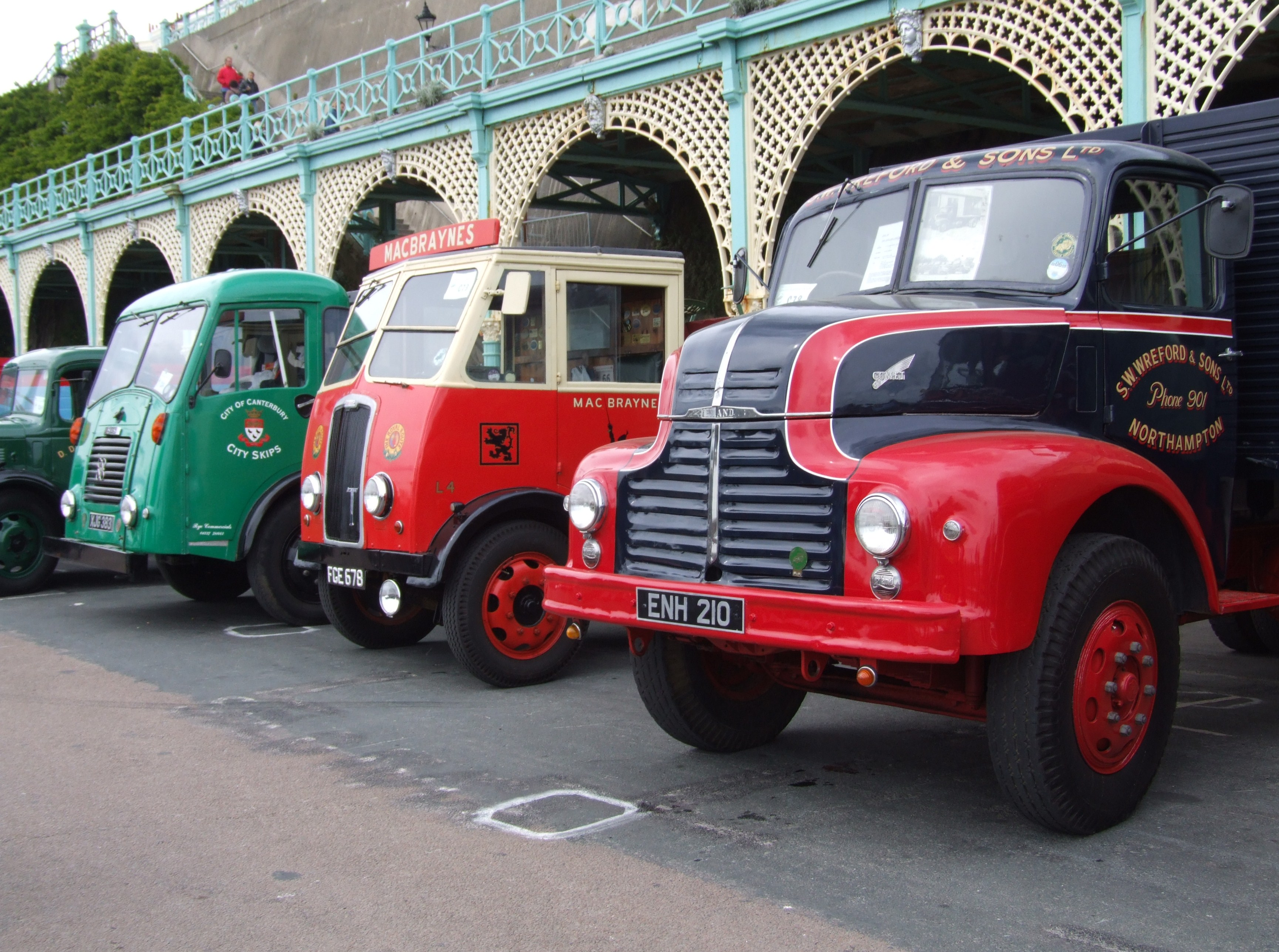